# 名古屋株式取引所

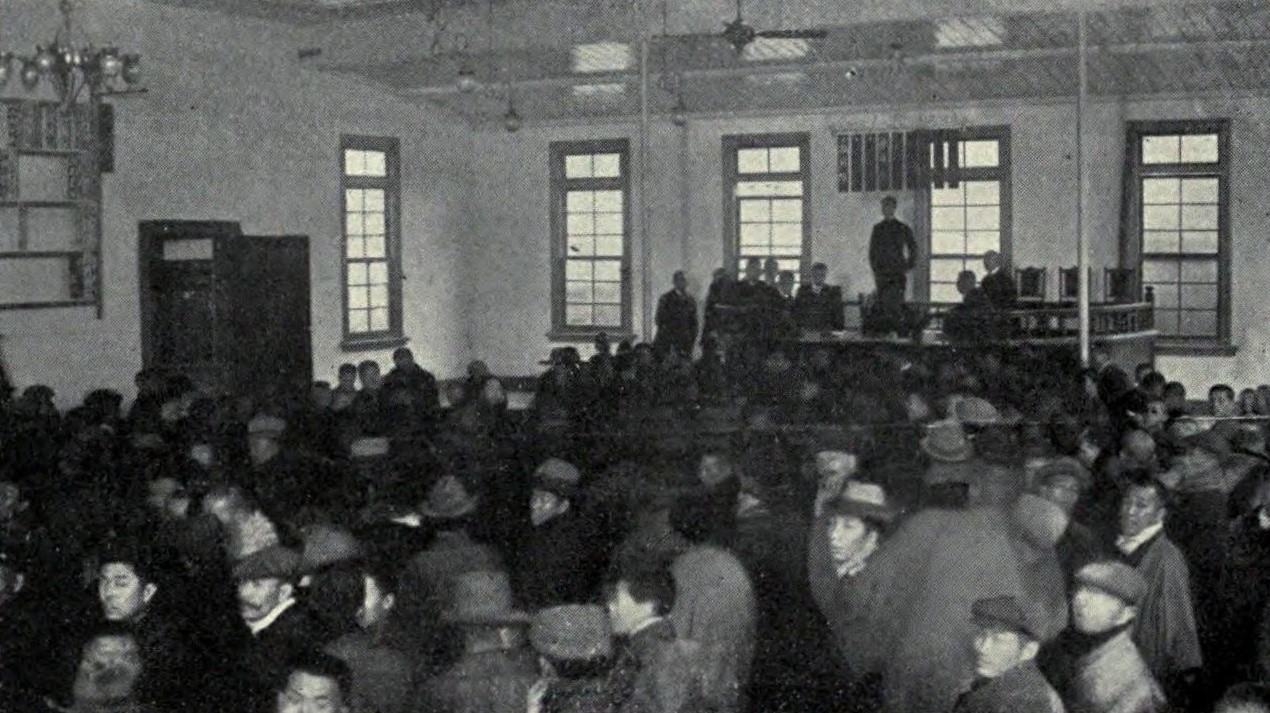
名古屋株式取引所

名古屋株式取引所（なごやかぶしきとりひきじょ）は、東京株式取引所設立から8年後の1886年（明治19年）に設立された。1943年（昭和18年）に全国の11株式取引所が統合され日本証券取引所となり廃止。戦後は、名古屋証券取引所として新たに事業を開始する。

## 沿革
- 1878年（明治11年）5月4日 - 根拠法である株式取引所条例（太政官布告第8号）が制定。
- 1886年（明治19年）
  - 3月 - 名古屋株式取引所（初期）が設立。
  - 7月 - 公債および株式を売買物件として営業を開始。
- 1889年（明治22年）12月 - 初期名古屋株式取引所が解散。
- 1893年（明治26年）12月 - 株式会社名古屋株式取引所が設立。
- 1894年（明治27年）2月 - 公債および株式の売買立会を開始。
- 1943年（昭和18年）6月 - 戦時統制機関への改編で日本証券取引所に統合され、解散。名古屋支所として使用。
- 1945年（昭和20年）8月 - 終戦に伴い立会が停止。
- 1947年（昭和22年）4月 - 日本証券取引所の解散。

## 根拠法
- 1878年5月 - 制定：株式取引所条例（太政官布告第8号）

## 上場証券
- 公債
- 株式